# Torre de’ Picenardi
Torre de’ Picenardi ist eine norditalienische Gemeinde (comune) mit 2146 Einwohnern (Stand 31. Dezember 2023) in der Provinz Cremona in der Lombardei. Die Gemeinde liegt etwa 20,5 Kilometer östlich von Cremona. 

## Verkehr
Der Bahnhof von Torre de’ Picenardi liegt an der Bahnstrecke Cremona–Mantua. Durch die Gemeinde führt die frühere Strada Statale 10 Padana Inferiore von Turin nach Monselice.